# 黑龙江荆芥
黑龙江荆芥（学名：Nepeta manchuriensis）为唇形科荆芥属下的一个种。

## 扩展阅读
- 維基物種上的相關：黑龙江荆芥